# ایمانول آگیرتکس
ایمانول آگیرتکس آروتی (باسکی: Imanol Agirretxe Arruti؛ زادهٔ ۲۴ فوریهٔ ۱۹۸۷) بازیکن فوتبال پیشین اهل اسپانیا است.
از باشگاه‌هایی که در آن بازی کرده‌است می‌توان به رئال سوسیداد اشاره کرد.
وی همچنین در تیم ملی فوتبال زیر ۱۷ سال اسپانیا بازی کرده‌است.